# Mikołaj Wierzbicki
Mikołaj Wierzbicki herbu Ślepowron – pisarz ziemski łomżyński.
Poseł ziemi łomżyńskiej na sejm koronacyjny 1574 roku, sejm 1578 roku, sejm 1582 roku.